# Football Glory
Football Glory (Fußball Total! nos países de língua alemã) é um jogo de futebol para computador de 1994 desenvolvido pela Croteam (criadora da série Serious Sam) e publicado pela Black Legend e ficou famoso devido às muitas semelhanças com o Sensible Soccer. Foi lançado para os computadores compatíveis IBM e Commodore Amiga, e posteriormente para o computador Amiga.
Em essência, um clone do Sensible Soccer, Football Glory era mais descontraído, e em alguns pontos, tinha uma abordagem mais cômica: além de várias novas funcionalidades, tais como cabeceada e toques de calcanhar,  incluía várias animações aparentemente independentes (incluindo policiais combatendo hooligans e mulheres peladas que invadem o campo, papel higiênico e fogos de artifício lançados para o campo pelo público depois de um gol, etc), e vários outros pequenos toques divertidos, como o campo coberto de neve tendo um boneco de neve montado como uma bandeira lateral e enfeites pendurados em baixo da trave.
Em 1998, a Croteam lançou o Football Glory como um freeware.